# Escallonia myrtoidea
Escallonia myrtoidea är en tvåhjärtbladig växtart som beskrevs av Bert. och Dc. Escallonia myrtoidea ingår i släktet Escallonia och familjen Escalloniaceae. Inga underarter finns listade i Catalogue of Life.